# PzKpfw I Ausf A - Brückenleger auf Fgst
De Brückenleger auf Panzerkampfwagen I Ausf A was een lichte tank met een mechanisme om bruggen te leggen tijdens de Tweede Wereldoorlog. De functie werd al gauw vervangen door de Panzerkampfwagen II daar de Panzer I problemen had met de ophanging. Er werden twee stuks PzKpfw I Ausf a geconverteerd in Brückenleger auf Fgst.